# Jules-Justin Claverie
Pour les articles homonymes, voir Claverie.
Jules-Justin Claverie, né Pierre-Justinien Claverie à Marseille le 6 juin 1858, où il est mort le 13 janvier 1931, est un peintre paysagiste français.

## Biographie

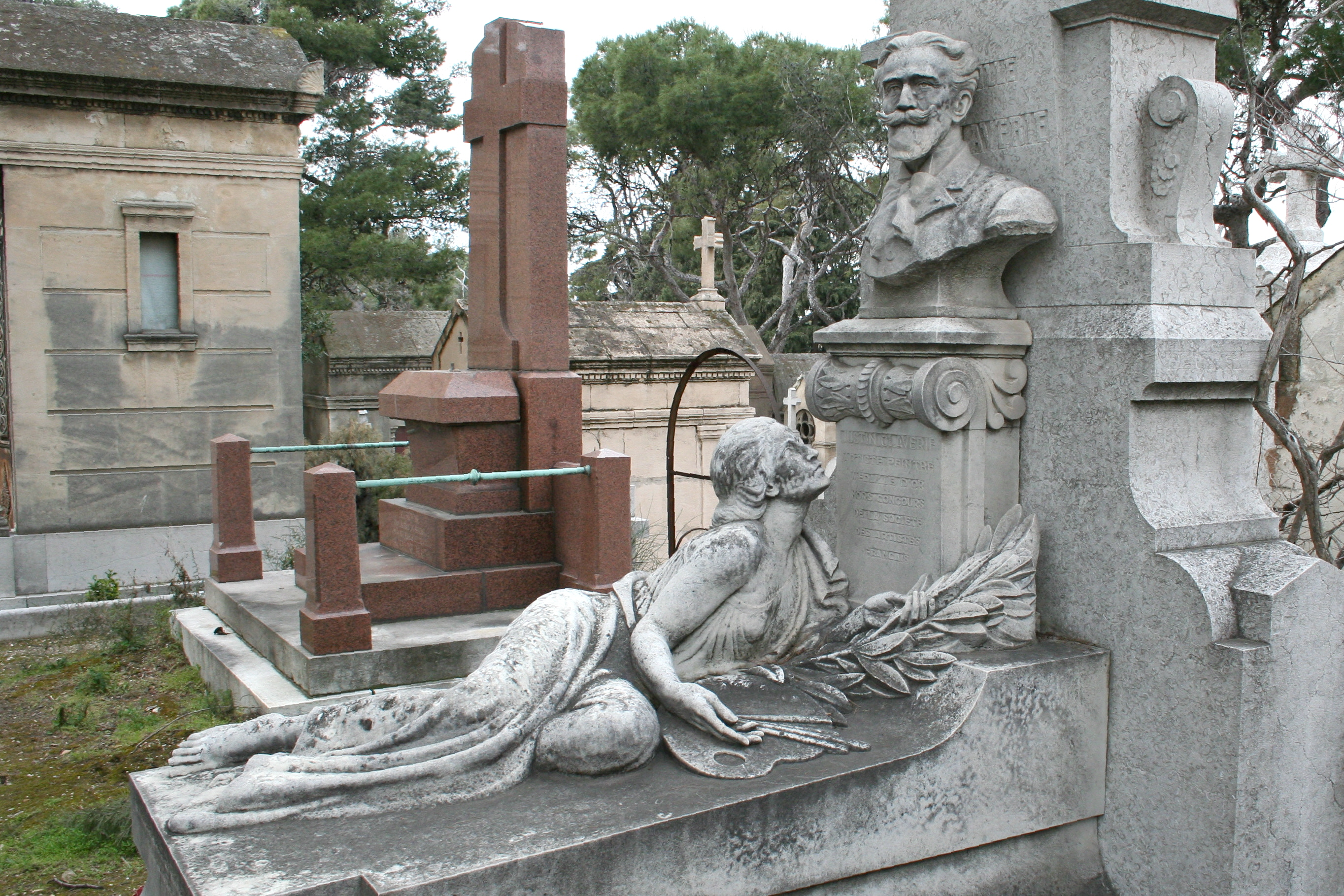
Louis Botinelly, Tombe de Jules-Justin Claverie, Marseille, cimetière Saint-Pierre.

Élève de Dominique Antoine Magaud, Jules-Justin Claverie expose au Salon des artistes français de 1897 à 1931. Il obtient plusieurs récompenses dont une médaille de 3e classe en 1912 et une médaille d'or en 1923 pour Un vieux manoir sur l'étang et Hameau en Provence. Il participe à de nombreuses expositions régionales et devient professeur à l'École des beaux-arts de Marseille. 
Il meurt à Marseille en 1931. Il est enterré au cimetière Saint-Pierre ;  sa tombe est ornée d'un monument funéraire sculpté par Louis Botinelly représentant une jeune femme allongée tenant dans la main droite une palette de peintre et dans la main gauche une branche de laurier ; le buste du défunt est placé sur un piédestal.

## Œuvres dans les collections publiques
- Dijon, musée des Beaux-Arts : Vieux castel en Auvergne : effet du matin [3].
- Marseille, musée des Beaux-Arts : Fin de journée à Vitrolles[4].
- Versailles, musée de Versailles : Dessin représentant Victor Hugo posant dans l'atelier de Léon Bonnat[5]

## Prix Justin Claverie
Prix annuel de trois mille six cents francs, fondé par Mme Virginie Arnaud, en souvenir de M. Justin Claverie, artiste peintre, ancien membre Hors Concours de la Société des artistes français, pour être décerné à un artiste peintre français paysagiste non hors concours, peu fortuné, le plus méritant parmi les exposants du Salon, afin de lui permettre selon le vœu de M. Claverie, la réalisation d'une belle œuvre pour le Salon suivant. Ce prix, qui portera le nom de « prix Justin Claverie », ne pourra être divisé et sera attribué par douze membres du Jury de Peinture de l'année.

### Lauréats
liste non exhaustive :
- 1931 : Claudius Félix (d)
- 1932 : Édouard Bernaut
- 1933 : Charles Martin-Sauvaigo
- 1934 : Jean-Franck Baudoin (d)
- 1936 : Raphaël-Albert Broyelle
- 1938 : Maurice Descamps
- 1939 : Paul-Marcel Balmigère
- 1941 : Charles-Henry Bizard
- 1943 : Pierre Planes
- 1949 : Louis Trabuc
- 1950 : Pierre Lonchamp